# Dodcott cum Wilkesley
Dodcott cum Wilkesley – civil parish w Anglii, w hrabstwie ceremonialnym Cheshire, w dystrykcie (unitary authority) Cheshire East.